# Copa Casino Español
La Copa Casino Español fue un triangular disputado en la ciudad de Guadalajara, Jalisco en el año de 1928, entre los equipos Club Deportivo Guadalajara, Club Deportivo Marte y Club de Fútbol Atlas. Al final de los tres encuentros disputados el equipo Guadalajara obtendría la presea.

## Historia
El sábado 6 de octubre de 1928 el equipo del Club Deportivo Marte arribó a la ciudad de Guadalajara con la siguiente delegación: Óscar Bonfiglio, Manuel Guevara, Agustín Ojeda, Raymundo Rodríguez, Nieves Hernández, Raúl Foulón, Gaspar Vallejo, Ernesto Ríos, Roberto Antillón, Juan López, E. Ramos, Hilario López y Miguel Alatorre, con Sigfrido Roth como técnico.
Originalmente el equipo capitalino viajó a Jalisco para disputar un partido ante un combinado formado por jugadores del Nacional y el Guadalajara. El partido estuvo compuesto de dos tiempos de veinte minutos, después de que los equipos salieron una hora después de lo planeado, al final el Marte salió como ganador con marcador de 1-0 con gol de Roberto Antillón.
Los directivos de la FDOA no quedaron conformes con los acontecimientos por lo tanto, hicieron un cambio en el programa y aceptaron la sugerencia del señor José Berky, de confeccionar un torneo triangular entre el Marte, el campeón Guadalajara y el Atlas, para lo cual la H. Colonia Hispana de la ciudad de Guadalajara ofreció donar un bello trofeo denominado "Copa Casino Español".
El primer partido fue entre el Club Deportivo Marte y el Club de Fútbol Atlas, el día 12 de octubre de 1928 a las 11:45 horas en el campo de El Paradero. El público no se hizo presente en el gradería en forma de protesta por lo ocurrido en el encuentro anterior, el resultado final del encuentro fue un cinco a cero a favor del Marte con goles de Hilario López, dos de Vallejo y dos de Juan López.
El segundo juego fue entre el Club Deportivo Guadalajara y el Atlas, disputado el sábado 13 de octubre en el campo Guadalajara, resultando un marcador de cinco goles a uno a favor de los rojiblancos.
El Atlas con un gol a favor y diez en contra quedó eliminado de la competencia, dejando la responsabilidad a los del Guadalajara para salvar el prestigio de la Liga Occidental, los cuales se enfrentarían a los del Marte en el campo de El Paradero.
Esta vez el público si respondió llenando el estadio, a lo cual los jugadores respondieron con tres goles por el lado del Guadalajara y dos goles por el lado del Marte, resaltando que los cinco fueron hechos por jugadores nacidos en Jalisco, por el Guadalajara dos fueron del "Pichojos" Pérez y el otro de Tomás Lozano, mientras que por el Marte anotaron Hilario López y Miguel Alatorre.
Así se puso fin a la serie triangular, quedándose en los escaparates del Club Deportivo Guadalajara, la bella presea donada por el Casino Español.